# 은혜병원
은혜병원(恩惠病院, Eunhye Hospital)은 인천광역시 서구 심곡로 132번길 22 (심곡동 288)에 있는 요양병원이다.

## 은혜병원링크
- 은혜병원 - 공식 웹사이트